# ベレーア

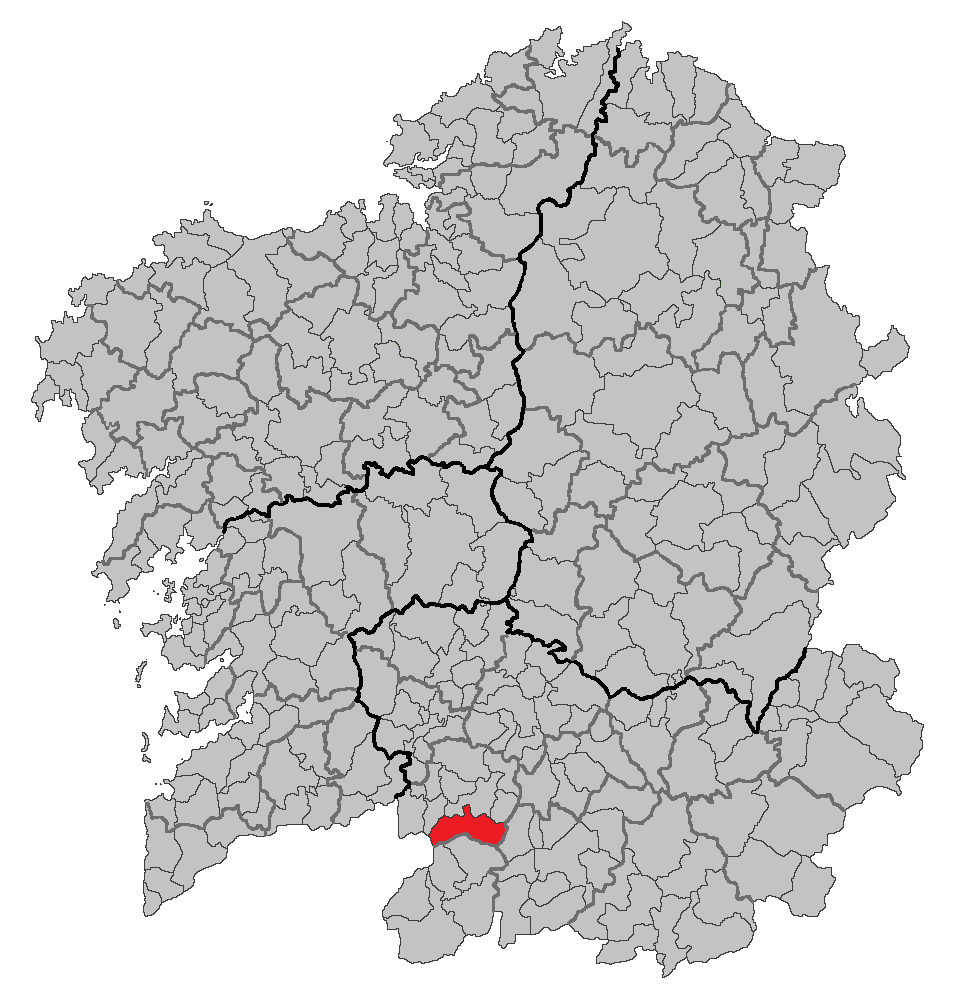

ベレーア（Verea）は、スペイン、ガリシア州、オウレンセ県の自治体、コマルカ・ダ・テーラ・デ・セラノーバに属す。ガリシア統計局によると、2010年の人口は1,238人（2009年：1,269人、2003年：1,387人）。住民呼称は、男女同形のvereense。
ガリシア語話者の自治体住民に占める割合は99.63%（2001年）。

## 地理
ベレーアはオウレンセ県の南西部に位置し、コマルカ・ダ・テーラ・デ・セラノーバに属する。隣接する自治体は、北がセラノーバとア・ボーラ、東がライリス・デ・ベイガ、南がバンデとロベイラ、西がキンテーラ・デ・レイラードである。また西はポルトガルとの国境にもなっている。自治体中心地区はベレーア教区のカルバージョ地区。
ベレーアはバンデ司法管轄区に属する

### 人口
| ベレーアの人口推移 1900－2010                           |
|                                                         |
| 出典:INE（スペイン国立統計局）1900年 - 1991年、1996年 - |

## 政治
自治体首長はガリシア国民党（PPdeG）のフアン・アントーニオ・マルティネス・ゴンサーレス（Juan Antonio Martínez González）、自治体評議員はガリシア国民党：5、ガリシア民族主義ブロック（BNG）：3、ガリシア社会党（PSdeG-PSOE）：1となっている（2011年5月22日の自治体選挙結果、得票順）。
| 1999年6月13日自治体選挙 |        |        |          |
| 政党                    | 得票数 | 得票率 | 獲得議席 |
| PSdeG-PSOE              | 573    | 44.70% | 4        |
| PPdeG                   | 482    | 37.60% | 4        |
| BNG                     | 225    | 17.55% | 1        |

| 2003年5月25日自治体選挙 |        |        |          |
| 政党                    | 得票数 | 得票率 | 獲得議席 |
| PPdeG                   | 480    | 42.11% | 4        |
| PSdeG-PSOE              | 374    | 32.81% | 3        |
| BNG                     | 286    | 25.09% | 2        |

| 2007年5月27日自治体選挙 |        |        |          |
| 政党                    | 得票数 | 得票率 | 獲得議席 |
| PPdeG                   | 582    | 52.53% | 5        |
| PSdeG-PSOE              | 272    | 24.55% | 2        |
| BNG                     | 249    | 22.47% | 2        |

| 2011年5月22日自治体選挙 |        |        |          |
| 政党                    | 得票数 | 得票率 | 獲得議席 |
| PPdeG                   | 512    | 53.06% | 5        |
| BNG                     | 299    | 30.98% | 3        |
| PSdeG-PSOE              | 153    | 15.85% | 1        |

## 教区
ベレーアは11の教区に分けられる。太字は自治体中心地区のある教区。
- アルボス（サン・マメーデ）
- バンゲセス（サン・ミゲル）
- セショ（サント・アドラーオ）
- ドメス（サン・マルティーニョ）
- ゴンタン（サント・アンドレ）
- オウリージェ（サン・ペドロ）
- ピテーロス（サンタ・マリーア）
- ポルテーラ（サンタ・バイア）
- サングニェード（サン・サルバドール）
- サンタ・マリーア・デ・セショ（サンタ・マリーア）
- ベレーア（サンティアーゴ）